# 俞道暄
俞道暄（？—？），安徽人，清末民初政治人物。

## 生平
清朝末年，俞道暄留学日本早稻田大学。1906年（农历丙午年），他在早稻田大学清国留学生纪念册《鸿迹帖》上题写了如下诗篇：

中国英雄，中国英雄，

要将双手撑天空，

撑天空，剑吟风，

手持三尺笑从戎。

剑气贯长虹，血染征衣红。

直搴国旗徧树欧美中，

欧美中，舞黄龙！

中国英雄，中国英雄，

要将双手撑天空，

撑天空，唱大风。

平蛮平夷更平戎。

壮士气吐虹，国运映旭红。

无地无人不朝中华中，

中华中，蟠黄龙！

丙午，俞道暄詠书。
归国后，他于1912年任安徽省临时议会议员，并任北京临时参议院议员。在安徽省临时议会议员任上，他于1912年3月13日和议员李时蕊等人在安庆法政学堂召开了联合统一大会，推举了几位代表，到大通、芜湖、合肥等地进行联络工作，以求得安徽省军政、财政的统一。